# Nguyễn Đức Mậu
Nguyễn Đức Mậu (sinh năm 1948) là một nhà thơ, nhà văn quân đội. Ông từng nhận được Giải thưởng Nhà nước về văn học nghệ thuật năm 2001; Giải thưởng văn học Asean năm 2001.

## Tiểu sử
Ông sinh ngày 14 tháng 1 năm 1948 tại xã Nam Điền, huyện Nam Trực, tỉnh Nam Định. Ông nhập ngũ năm 1966, chiến đấu trong đội hình sư đoàn 312 ở chiến trường Lào. Sau chiến tranh ông làm biên tập viên, rồi đi học trường viết văn Nguyễn Du, khóa I, sau đó làm trưởng ban tại ban thơ tạp chí Văn nghệ Quân đội, phó chủ tịch hội đồng Thơ - Hội nhà văn Việt Nam. Trong sự nghiệp sáng tác của mình, ông thường sử dụng các bút danh Nguyễn Đức Mậu, Hương Hải Hưng, Hà Nam Ninh.
Hiện ông nghỉ hưu với quân hàm đại tá và sống cùng vợ con ở Hà Nội.

## Các giải thưởng
- Giải thưởng Nhà nước về văn học nghệ thuật năm 2001
- Giải thưởng văn học Asean năm 2001
- 03 giải hội nhà văn (1994, 1996, 1999)
- 03 giải bộ Quốc phòng (1989, 1994, 2004)
- Giải thưởng văn học nghệ thuật của UB toàn quốc liên hiệp VHNT Việt Nam năm 2004
- Giải thưởng cuộc vận động sáng tác "Vì mầm non XHCN" của Ủy ban thiếu niên nhi đồng TW năm 1980
- Bằng khen của hội đồng giải thưởng văn học sông Mê Kông năm 2012
- Bằng khen của Tổng cục chính trị trong cuộc vận động sáng tác tiểu thuyết, trường ca về đề tài chiến tranh cách mạng và lực lượng vũ trang nhân dân năm 2009
- Giải C cuộc thi truyện ngắn báo Văn nghệ Quân đội năm 1981
- Giải Nhất cuộc thi thơ báo Văn Nghệ năm 1972-1973

## Tác phẩm chính

### Thơ và Trường ca
- Thơ người ra trận (in chung cùng Vương Trọng, 1971)

- Cây xanh đất lửa (1973)

- Áo trận (1973)

- Mưa trong rừng cháy (1976)

- Trường ca sư đoàn (Trường ca, 1977 - 1980)

- Trường ca Côn Đảo (Trường ca, 1978 - 1991)

- Người đi tìm chân trời (Chuyện thơ, 1982)

- Khi bé Hoa ra đời (In chung cùng Hữu Thỉnh, 1984)

- Hoa đỏ nguồn sông (1987)

- Từ hạ vào thu (1992) 

- Bão và sau bão (1994) 

- Cánh rừng nhiều đom đóm bay (1998) 

- Bầy chim màu lá vàng (2004)

- Thơ lục bát (2007)

- Mở bàn tay gặp núi (trường ca, 2008)

- Từ trong lòng cuộc chiến (tuyển tập, 2010) 99 bài thơ

### Truyện ngắn, phê bình & tiểu thuyết
- Con đường rừng không quên (Truyện ngắn, 1984)

- Ở phía rừng Lào (Truyện vừa, 1984)

- Tướng và lính (Tiểu thuyết, 1990)

- Chí Phèo mất tích (Tiểu thuyết, 1993)

- Con đường nhiều tơ nhện giăng (Tập truyện ngắn, 2001)

- Niềm say mê ban đầu (Tiểu luận phê bình, 2010)